# Maybellene
"Maybellene" é uma canção do cantor, guitarrista e compositor norte-americano Chuck Berry. Lançada em junho de 1955, pela Chess Records foi produzida por Leonard Chess, Phil Chess em Illinois. "Maybellene" foi o primeiro hit lançado por Berry, e é considerada como uma das canções pioneiras do Rock and roll. A revista Rolling Stone descreveu "A guitarra Rock & roll começa aqui". Após seu lançamento a canção atingiu o quinto lugar no Billboard Hot rock/pop e em primeiro lugar nos hits R&B. A revista classificou ainda a canção em 3# lugar na sua lista das mais vendidas em Juke Box em 1955.

A música é uma adaptação canção country "Ida Red" gravada por Bob Wills and His Texas Playboys.
A canção foi um grande sucesso tanto entre o público negro e branco e foi rapidamente se tornando cover por vários outros artistas depois de seu lançamento inicial. A canção recebeu inúmeras homenagens e prêmios ao longo dos anos.
Em 1988, "Maybellene" foi introduzido no Grammy Hall of Fame por sua influência como um solo único de rock. O Rock and Roll Hall of Fame incluiu "Maybellene" em sua lista 500 Songs That Shaped Rock and Roll list, bem como "Rock and Roll Music" e "Johnny B. Goode". Também esteve presente na lista das 500 melhores canções de todos os tempos da revista Rolling Stone.